# Gásafelli
Gásafelli är ett berg i Färöarna (Kungariket Danmark).   Det ligger i sýslan Vága sýsla, i den nordvästra delen av landet, 24 km väster om huvudstaden Tórshavn. Toppen på Gásafelli är 560 meter över havet. Gásafelli ligger på ön Vágar.
Terrängen runt Gásafelli är huvudsakligen lite kuperad. Runt Gásafelli är det glesbefolkat, med 16 invånare per kvadratkilometer. Närmaste större samhälle är Vestmanna, 6,7 km norr om Gásafelli. Trakten runt Gásafelli består i huvudsak av gräsmarker.